# Astrophytum asterias

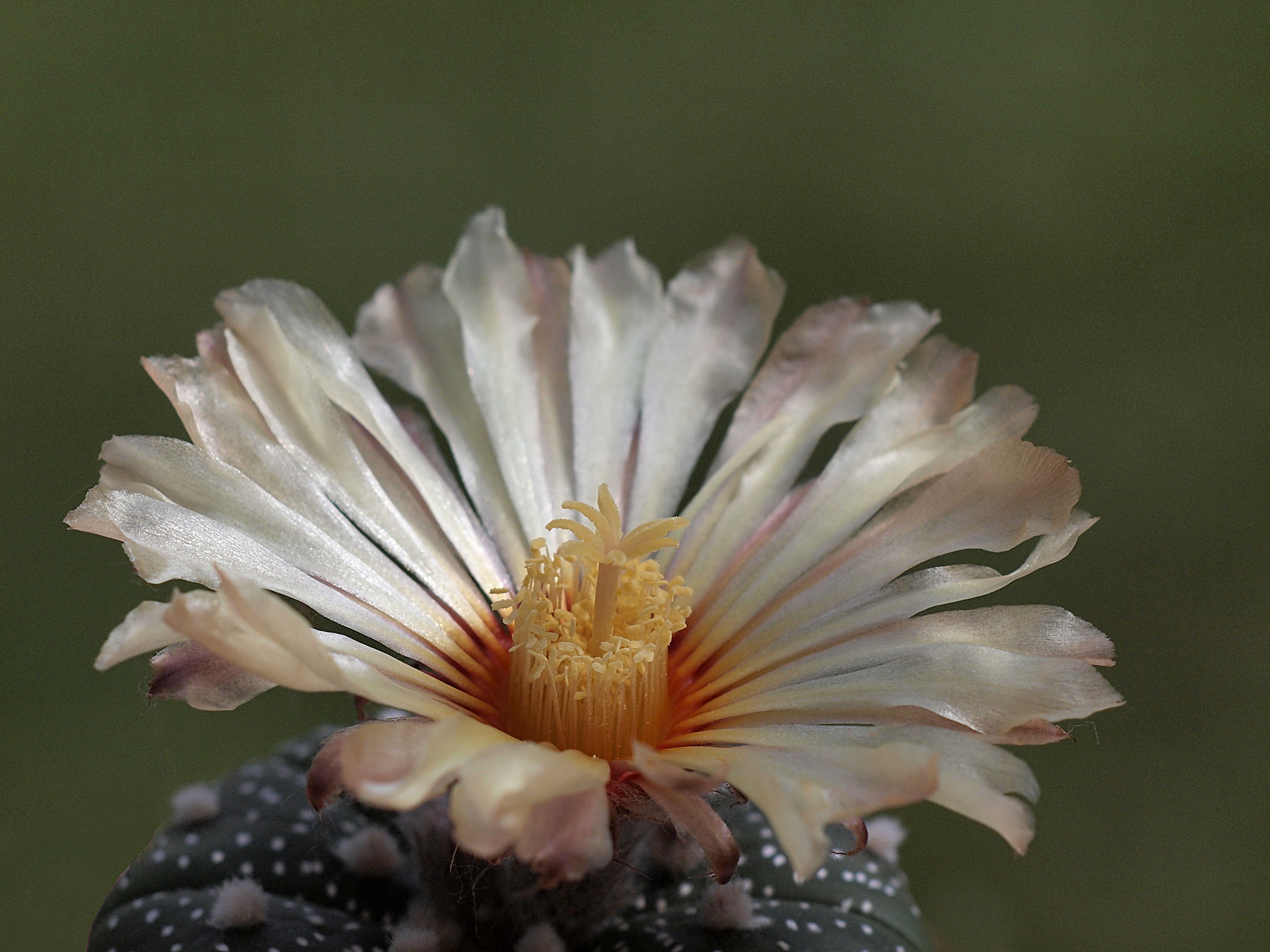
Blüte

Astrophytum asterias ist eine Art aus der Gattung Astrophytum in der Familie der Kakteengewächse (Cactaceae). Das Artepitheton asterias bedeutet ‚Seeigel‘ und verweist auf die Form der Triebe. Trivialnamen sind „Seeigelkaktus“, „Sand Dollar Cactus“, „Sea Urchin Cactus“ und „Star Cactus“.
Die Deutsche Kakteen-Gesellschaft sowie die Gesellschaft Österreichischer Kakteenfreunde und die Schweizerische Kakteen-Gesellschaft wählten Astrophytum asterias 2012 zum „Kaktus des Jahres“.

## Beschreibung
Astrophytum asterias wächst mit graugrünen, abgeflacht kugelförmigen Körpern, die zahlreiche Haarbüschelchen tragen und kaum die Bodenoberfläche überragen. Sie erreichen Wuchshöhen von 2 bis 5 Zentimetern und Durchmesser von 6 bis 10 Zentimeter. Die in der Regel 8 (selten 6 bis 10) sehr niedrigen Rippen sind abgeflacht und durch scharfe Furchen voneinander getrennt. Die erhabenen, runden Areolen weisen Durchmesser von 5 bis 10 Millimetern auf. Dornen sind nicht vorhanden.
Die gelben Blüten besitzen einen roten Schlund, werden 2 bis 4 Zentimeter lang und erreichen Durchmesser von 3 bis 5 Zentimetern. Die Früchte öffnen sich nicht oberhalb ihrer Basis.

## Verbreitung, Systematik und  Gefährdung
Astrophytum asterias ist in den Vereinigten Staaten im Süden von Texas sowie in den mexikanischen Bundesstaaten Nuevo León und Tamaulipas verbreitet.
Die Erstbeschreibung als Echinocactus asterias durch Joseph Gerhard Zuccarini wurde 1845 veröffentlicht. Charles Lemaire stellte die Art 1868 in die Gattung Astrophytum.
Astrophytum asterias wird in Anhang I des Washingtoner Artenschutz-Übereinkommen geführt. In der Roten Liste gefährdeter Arten der IUCN ist sie als „Vulnerable (VU)“, d. h. gefährdet eingestuft.

## Nachweise

## Weiterführende Literatur
- Andrew W. Blair, Paula S. Williamson: Effectiveness and Importance of Pollinators to the Star Cactus (Astrophytum asterias). In: The Southwestern Naturalist. Band 53, Nummer 4, 2008, S. 423–430 (doi:10.1894/JB-04.1).
- Adam W. Ferguson, Paula S. Williamson: A New Host Plant Record, the Endangered Star Cactus, Astrophytum asterias (Zuccarini) Lemaire, for Moneilema armatum LeConte (Coleoptera: Cerambycidae: Lamiinae). In: The Coleopterists Bulletin. Band 63, Nummer 2, 2009, S. 218–220 (doi:10.1649/1161.1).
- Anna W. Strong, Paula S. Williamson: Breeding system of Astrophytum asterias: an endangered cactus. In: The Southwestern Naturalist. Band 52, Nummer 3, 2007, S. 341–346 (doi:10.1894/0038-4909(2007)52[341:BSOAAA]2.0.CO;2).